# شورش عراق (۲۰۱۱–۲۰۰۳)
شورش عراق از زمان اشغال عراق به دست آمریکا آغاز شد که منجر به انجام یک سلسله فعالیت‌های مبارزاتی و جهادی جهت مقابله با نیروهای خارجی، حکومت مرکزی و همچنین مردم غیرنظامی عراق شد. اصول مبارزات این گروه‌ها بر اساس جنگ نامتقارن و جنگ فرسایشی بوده‌است. وجه تمایز آن‌ها گرایشهای مذهبی و سیاسی آن‌ها می‌باشد. بر اساس ایدئولوژی‌های رایج بین آن‌ها می‌توان مبارزان را به چهار گروه عمده تقسیم‌بندی کرد:
- گروه‌های سنی
- گروه‌های شیعه
- کردهای عراق
- ملی‌گرایان عراق
- پیش‌مرگهای کرد
- تیپ انقلاب ۱۹۲۰
- بعثی‌ها
- ارتش اسلامی عراق